# Rudolf Raschke

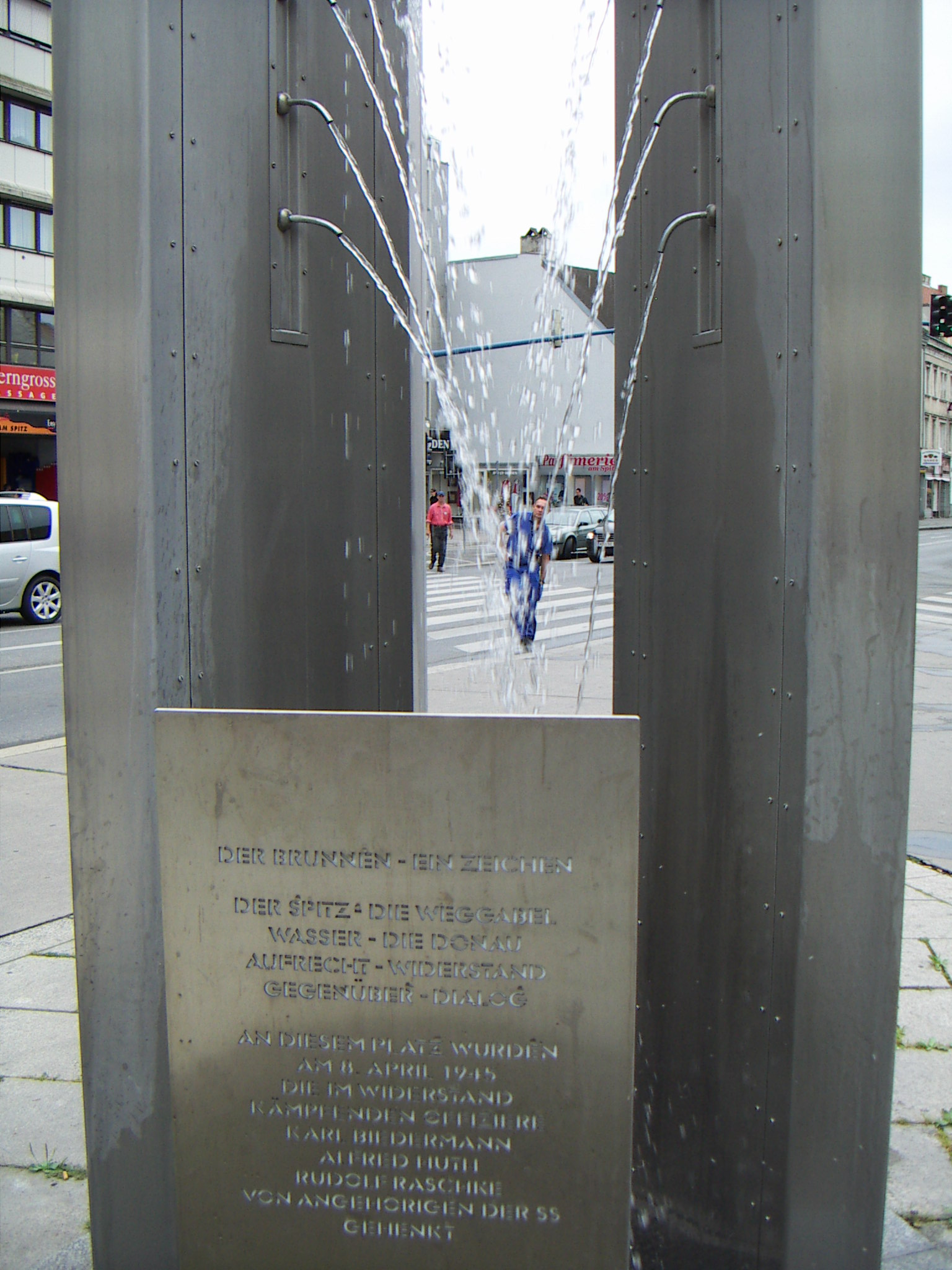
Denkmal in Floridsdorf

Rudolf Raschke (* 21. Juni 1923 in Penk; † 8. April 1945 in Wien) war ein österreichischer Oberleutnant in der deutschen Wehrmacht und Angehöriger des militärischen Widerstands gegen den Nationalsozialismus.

## Leben

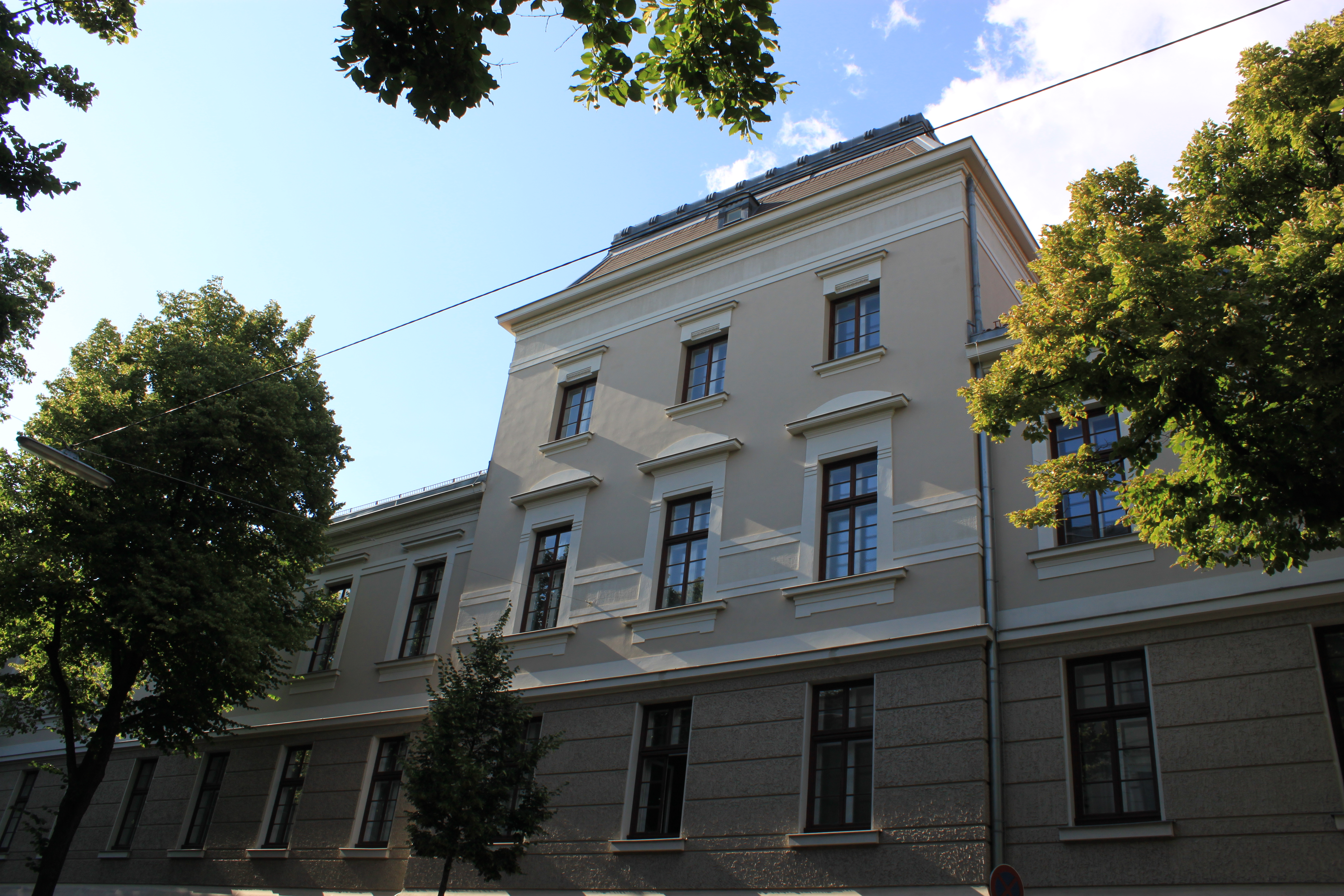
Biedermann-Huth-Raschke-Kaserne in Wien-Penzing

Raschke wurde als Sohn eines Bleiburger Bahnbeamten geboren. Von 1937 bis 1939 besuchte er die Handelsakademie Klagenfurt am Wörthersee und anschließend die Reichsfinanzschule in Leitmeritz. Er legte 1940 die Kriegsmatura ab. Er war Mitglied der Hitlerjugend und trat 1940 freiwillig als Kanonier in die deutsche Wehrmacht ein. 1941 wurde er zum Fahnenjunker befördert. Im Zweiten Weltkrieg nahm er in Griechenland am Balkanfeldzug und später am Russlandfeldzug teil. 1942 wurde er zum Leutnant d. R. befördert und war zeitweise im Generalkommando des XVII. Armeekorps in Wien tätig. 1944 wurde er als aktiver Offizier in die Wehrmacht übernommen und meldete sich freiwillig an die Westfront. Anfang 1945 wurde er zum Oberleutnant befördert. Ab dem 8. Februar 1945 wurde er zum Generalkommando in Wien kommandiert. Dort schloss er sich mit Karl Biedermann und Alfred Huth der von Major Carl Szokoll geleiteten Widerstandsgruppe österreichischer Angehöriger der Wehrmacht innerhalb des Wehrkreiskommandos XVII an. Im Frühjahr 1945 plante diese die „Operation Radetzky“, deren Ziel es war, die Rote Armee bei der Befreiung Wiens zu unterstützen und größere Zerstörungen zu verhindern. Doch die für 6. April geplante „Operation Radetzky“ wurde verraten.
Am 6. April 1945 wurde Raschke im Gebäude des Wiener Wehrkreiskommando XVII in der Universitätsstraße 7 verhaftet, aber bei der anschließenden Standgerichtsverhandlung gegen Karl Biedermann zusammen mit Alfred Huth freigesprochen. Auf Anweisung des Reichsverteidigungskommissars und Generaloberst der Waffen-SS Sepp Dietrich wurden Raschke und Huth jedoch vor ein SS- und Polizeigericht gestellt und am 8. April 1945 zum Tode verurteilt.
Am gleichen Tag wurde Raschke zusammen mit zwei weiteren Angehörigen des militärischen Widerstands, Major Karl Biedermann und Hauptmann Alfred Huth, öffentlich am Floridsdorfer Spitz in Wien gehängt. Der Wiener Chef der Sicherheitspolizei und des SD Rudolf Mildner übernahm persönlich das Kommando am Richtplatz. Durchgeführt wurde die Hinrichtung von Wiener Gestapo-Beamten unter dem Kommando von SS-Obersturmführer Franz Kleedorfer (* 1908).
Raschke wurde am 2. August 1945 – zusammen mit Karl Biedermann und Alfred Huth – in Wien auf dem Hietzinger Friedhof in einem ehrenhalber gewidmeten Grab (Gruppe 66, Reihe 19, Nummer 5) bestattet.

## Ehrungen
1967 wurde die Kleine Breitenseer Kaserne in Wien-Penzing nach Biedermann und seinen beiden Mitstreitern Alfred Huth und Rudolf Raschke in „Biedermann-Huth-Raschke-Kaserne“ benannt. 1992 wurde im 21. Wiener Gemeindebezirk Floridsdorf die Rudolf-Raschke-Gasse nach ihm benannt.